# Uvarus ugandae
Uvarus ugandae är en skalbaggsart som beskrevs av Olof Biström 1988. Uvarus ugandae ingår i släktet Uvarus och familjen dykare. Inga underarter finns listade i Catalogue of Life.